# Aeschynanthus macrocalyx
Aeschynanthus macrocalyx är en tvåhjärtbladig växtart som beskrevs av Charles Baron Clarke. Aeschynanthus macrocalyx ingår i släktet Aeschynanthus och familjen Gesneriaceae. Inga underarter finns listade i Catalogue of Life.